# Zechenbahn Lohberg
| Streckenlänge: | ca. 10 km            |                                                      |                                                      |
| Spurweite: | 1435 mm (Normalspur) |                                                      |                                                      |
| Stromsystem: | 600 V =              |                                                      |                                                      |
| |                      |                                                      |                                                      |
| Bundesland (D): | Nordrhein-Westfalen  |                                                      |                                                      |
| \| \| \| Zeche Lohberg \| \| \| \| \| L 4 \| \| \| \| \| L 462 \| \| \| \| \| Rotbach \| \| \| \| \| Bahnstrecke Oberhausen–Arnhem \| \| \| \| \| von Dinslaken \| \| \| \| \| L 21 \| \| \| \| \| Emscher \| \| \| \| \| Halde Wehofen \| \| \| \| \| Stadtgrenze Dinslaken/Duisburg \| \| \| \| \| Anschlussgleis zur Zeche Walsum \| \| \| \| \| Zeche Wehofen \| \| \| \| \| L 155 von Walsum nach OB – Holten \| \| \| \| \| \| \| \| \| \| Bahnstrecke Oberhausen–Walsum Südhafen – HOAG-Trasse \| \| \| \| \| \| \| \| \| \| A 59 \| \| \| \| \| Kleine Emscher \| \| \| \| \| Bahnstrecke Oberhausen–Wesel \| \| \| \| \| zur Schachtanlage Friedrich Thyssen 2/5 \| \| \| \| \| von Schachtanlage Friedrich Thyssen 2/5 \| \| \| \| \| B 8 und Straßenbahn \| \| \| \| \| Thyssen Krupp, Werk Hamborn-Fahrn \| \| \| \| \| zum Thyssen Krupp-Stahlwerk Schwelgern \| \| \| \| \| zum Hafen Schwelgern und Südhafen Walsum \| \| |                      |                                                      |                                                      |
| Betriebsstelle Streckenanfang (Strecke außer Betrieb) |                      | Zeche Lohberg                                        | Zeche Lohberg                                        |
| Brücke (Strecke außer Betrieb) |                      | L 4                                                  | L 4                                                  |
| Brücke (Strecke außer Betrieb) |                      | L 462                                                | L 462                                                |
| Brücke über Wasserlauf (Strecke außer Betrieb) |                      | Rotbach                                              | Rotbach                                              |
| Kreuzung geradeaus oben (Strecke geradeaus außer Betrieb) |                      | Bahnstrecke Oberhausen–Arnhem                        | Bahnstrecke Oberhausen–Arnhem                        |
| Abzweig geradeaus und von rechts (Strecke außer Betrieb) |                      | von Dinslaken                                        | von Dinslaken                                        |
| Strecke mit Straßenbrücke (Strecke außer Betrieb) |                      | L 21                                                 | L 21                                                 |
| Brücke über Wasserlauf (Strecke außer Betrieb) |                      | Emscher                                              | Emscher                                              |
| Abzweig geradeaus und von rechts (Strecke außer Betrieb) |                      | Halde Wehofen                                        | Halde Wehofen                                        |
| Grenze (Strecke außer Betrieb) |                      | Stadtgrenze Dinslaken/Duisburg                       | Stadtgrenze Dinslaken/Duisburg                       |
| Abzweig geradeaus und von rechts (Strecke außer Betrieb) |                      | Anschlussgleis zur Zeche Walsum                      | Anschlussgleis zur Zeche Walsum                      |
| Abzweig geradeaus und von links (Strecke außer Betrieb) |                      | Zeche Wehofen                                        | Zeche Wehofen                                        |
| Strecke mit Straßenbrücke (Strecke außer Betrieb) |                      | L 155 von Walsum nach OB – Holten                    | L 155 von Walsum nach OB – Holten                    |
| |                      |                                                      |                                                      |
| Kreuzung geradeaus unten (Strecken außer Betrieb) |                      | Bahnstrecke Oberhausen–Walsum Südhafen – HOAG-Trasse | Bahnstrecke Oberhausen–Walsum Südhafen – HOAG-Trasse |
| |                      |                                                      |                                                      |
| Strecke mit Straßenbrücke (Strecke außer Betrieb) |                      | A 59                                                 | A 59                                                 |
| Brücke über Wasserlauf (Strecke außer Betrieb) |                      | Kleine Emscher                                       | Kleine Emscher                                       |
| Kreuzung geradeaus unten (Strecke geradeaus außer Betrieb) |                      | Bahnstrecke Oberhausen–Wesel                         | Bahnstrecke Oberhausen–Wesel                         |
| Abzweig geradeaus und nach rechts (Strecke außer Betrieb) |                      | zur Schachtanlage Friedrich Thyssen 2/5              | zur Schachtanlage Friedrich Thyssen 2/5              |
| Abzweig geradeaus und von rechts (Strecke außer Betrieb) |                      | von Schachtanlage Friedrich Thyssen 2/5              | von Schachtanlage Friedrich Thyssen 2/5              |
| Bahnübergang |                      | B 8 und Straßenbahn                                  | B 8 und Straßenbahn                                  |
| Blockstelle |                      | Thyssen Krupp, Werk Hamborn-Fahrn                    | Thyssen Krupp, Werk Hamborn-Fahrn                    |
| Abzweig geradeaus und nach links |                      | zum Thyssen Krupp-Stahlwerk Schwelgern               | zum Thyssen Krupp-Stahlwerk Schwelgern               |
| Strecke |                      | zum Hafen Schwelgern und Südhafen Walsum             | zum Hafen Schwelgern und Südhafen Walsum             |

Die Zechenbahn Lohberg war eine 1906–1912 errichtete Kohlenbahn (Werksbahn), die die Zeche Lohberg in Dinslaken über die Duisburger Ortsteile Wehofen und Walsum mit den Schwesternzechen, der Zeche Wehofen und der Zeche Neumühl, der Zeche Friedrich Thyssen und mit den Hüttenwerken in Duisburg-Hamborn verband.

## Geschichte
Die Bahnstrecke wurde von Eisenbahn und Häfen, einem Tochterunternehmen von ThyssenKrupp, bis zur Stilllegung der Lohberger Zeche betrieben und sie diente der Aufschließung des nördlichen Bereichs des rechtsrheinischen Kohlegebietes.
Die Gleisanlagen auf der Trasse sind inzwischen abgebaut. Der noch vorhandene, in nord-südlicher Richtung verlaufende Bahndamm teilt das Dinslakener Stadtgebiet in Dinslaken–Mitte und dem Ortsteil Hiesfeld. Das Gewerbegebiet Dinslaken–Mitte grenzt in Höhe der L 462 an die Trasse. Sie verläuft in Dammlage und ist bis auf zwei niveaugleiche Bahnübergänge, in Höhe der Wehofener Halde und in Höhe Fliehburg, kreuzungsfrei und sie überquert vor dem Gelände der Wehofener Halde die Emscher. Der Bahndamm war so ausgelegt, dass die Bahnstrecke bis Lohberg auch zweigleisig ausgebaut werden konnte. Sie war ab Abzweig Fliehburg bis Hamborn auch tatsächlich zweigleisig und bis nach Lohberg durchgehend elektrifiziert.
Eine Verbindungsstrecke führte von Wehofen aus in Richtung Zeche Walsum und dem Walsumer Nordhafen und war auch an die Walsumbahn angeschlossen. Ab Wehofen führte sie der A 59 entlang und unterquerte dort auch die L 155 und die Trasse der ehemaligen HOAG-Werksbahn.
Die Bahn war über den Abzweig Fliehburg mit dem Alten Walzwerk, der späteren Werksniederlassung von Mannesmann, verbunden und in Höhe des Dinslakener Bahnhofs an die Oberhausener-Arnheimer Strecke angeschlossen.
Da der Deponiestandort der Wehofener Halde um den Abschnitt an der Nordseite unter der Bezeichnung Wehofen-Nord als dritter Bauabschnitt erweitert werden soll, soll die Bahntrasse, die von der ehemaligen Schachtanlage Lohberg bis nach ThyssenKrupp führt und noch im Regionalplan enthalten ist, im Falle einer Reaktivierung durch einen Tunnel durch die Deponie geführt werden,
der vor der Aufschüttung oder nachträglich zu bauen ist.
Aufgrund des geplanten Ausbaus der Bahnstrecke Oberhausen–Arnhem wurde die Brücke der Zechenbahn über die Hauptstrecke, die dem Ausbau im Weg steht, abgebrochen.

## Kartenwerke
- ADAC Stadtplan Dinslaken Voerde 1:15000. Haupka, Mairs Geographischer Verlag, 2001, ISBN 3-8264-0095-X.
- Falkplan Duisburg 1:22500 2003. Falk, Ostfildern 2002, ISBN 3-88445-117-0.
- Landesvermessungsamt Nordrhein-Westfalen (Hrsg.): Kreiskarte Kreis Wesel 1:50000. 5. Auflage. 1991, ISBN 3-89439-578-8.